# Argidia
Argidia é um gênero de traça pertencente à família Arctiidae.